# Mírov
Mírov (en allemand : Mürau) est une commune du district de Šumperk, dans la région d'Olomouc, en République tchèque. Sa population s'élevait à 351 habitants en 2023.

## Géographie
Mírov se trouve à 10 km au sud de Zábřeh, à 22 km au sud-sud-ouest de Šumperk, à 37 km au nord-ouest d'Olomouc et à 176 km à l'est-sud-est de Prague.
La commune est limitée par Krchleby au nord, par Mohelnice à l'est, par Líšnice et Mohelnice au sud, et par Borušov au sud-ouest.

## Histoire
La localité s'est développée petit à petit après la fondation du château de Mírov par l'évêque d'Olomouc Bruno de Schaumbourg en 1256.

## Transports
Par la route, Mírov se trouve à 7 km de Mohelnice, à 28 km de Šumperk, à 40 km d'Olomouc et à 209 km de Prague.